# Szerder Szerderov
Szerder Szerderov (Mahacskala, 1994. március 10. –) orosz utánpótlás-válogatott labdarúgó, csatár, az NK Istra játékosa.

## Pályafutása

### Klubcsapatokban
Szerderov az orosz CSZKA Moszkva akadémiáján nevelkedett. A felnőtt csapatban mindössze egyszer szerepelt, még 2011 novemberében egy Lille elleni Bajnokok Ligája csoportmérkőzés utolsó perceire állt be csereként. 2012 és 2015 között az Anzsi Mahacskala igazolt labdarúgója volt, egyszer-egyszer kölcsönben szerepelt az Ural és a Krilja Szovetov Szamara csapataiban. 2016 és 2017 között a bolgár Szlavija Szofijaban, majd az orosz másodosztályú Yenisey Krasnoyarskban, és a lengyel Cracovia Krakówban futballozott. 2018 és 2020 között negyven horvát élvonalbeli mérkőzésen lépett pályára az Inter-Zaprešić színeiben. 2020 augusztusában szerződtette őt a magyar élvonalbeli Mezőkövesdi SE. 2021 augusztusában a horvát NK Istra csapatába igazolt.

### Válogatott
Többszörös orosz utánpótlás-válogatott, 2009 és 2014 között szerepelt az orosz U16-os, U17-es, U19-es és U21-es válogatottakban is.